# Джон Уилър
Джон Арчибалд Уилър (на английски: John Archibald Wheeler; 9 юли 1911 г., Джаксънвил, Флорида, САЩ — 13 април 2008 г., Хайтстаун, Ню Джърси, САЩ) е американски физик-теоретик, член на Националната академия на науките на САЩ (от 1952 г.)
Президент е на Американското физическо общество от 1966 г. Завършва университета Джонс Хопкинс през 1933 г. В периода 1933-1935 г. работи в Копенхаген при Нилс Бор, в периода 1935-1938 — в Университета на Северна Каролина, от 1938 г. — в Принстънския университет (от 1947 г. е професор).
Джон Уилър въвежда в употреба два термина, впоследствие широко разпространени в науката и научната фантастика – черна дупка (на английски: black hole) и червейна дупка (на английски: wormhole).